# Alessandro (ur. 1979)
Alessandro, właśc. Alessandro Mori Nunes (ur. 10 stycznia 1979 w Assis Chateaubriand w stanie Parana) – brazylijski piłkarz występujący na pozycji prawego obrońcy w Corinthians Paulista.

## Kariera piłkarska

### Kariera klubowa
Jako 19-latek zadebiutował w klubie CR Flamengo. W 2003 zmienił trzy kluby: SE Palmeiras, CR Flamengo oraz Dynamo Kijów. Nie potrafił dostosować się do realiów piłki europejskiej i po roku występów na Ukrainie został wypożyczony w najpierw do klubu Cruzeiro EC, a w 2005 do klubu Grêmio. Na początku 2007 sprzedany do Santos FC, a w 2008 podpisał nowy kontrakt z Corinthians Paulista.

### Sukcesy
- mistrz stanu Rio de Janeiro (3x): 1999, 2000, 2001
- mistrz Ukrainy: 2004
- zdobywca Superpucharu Ukrainy: 2004
- mistrz stanu Rio Grande do Sul: 2006
- mistrz stanu São Paulo: 2007